# NGC 4731A
NGC 4731A este o galaxie situată în constelația Fecioara. A fost descoperită în  de către William Herschel.